# Victor Borge
Victor Borge, ursprungligen Børge Rosenbaum, född 3 januari 1909 i Köpenhamn, Danmark, död 23 december 2000 i Greenwich, Connecticut, USA, var en dansk-amerikansk pianist och underhållningsartist, som inriktade sig på humoristiska tolkningar av kända, oftast klassiska musikstycken.

## Biografi
Borge erhöll sin utbildning vid Det Kongelige Danske Musikkonservatorium i Köpenhamn och genom pianisten och dirigenten Victor Schiøler. Han debuterade 1926 på Odd Fellow Palæet i Köpenhamn. Under 1930-talet blev han populär som komiker i en rad revyer och filmer. 1937 fick han sitt stora genombrott med ett nummer där musiken ackompanjerades med "fonetisk teckensättning", det vill säga Borge använde kroppsspråk och ljud för att åstadkomma olika skiljetecken. Denna säregenhet kom att följa honom på scenen under alla år framöver.
När Danmark ockuperades av Tyskland under andra världskriget flydde Borge, som var jude, via Sverige och Finland till USA 1940. I Sverige hade han då medverkat i Karl Gerhards revyer. Utan att kunna mycket engelska lyckades han snart översätta sin speciella humor, och debuterade i Bing Crosbys radioshow 1941. Den amerikanska pressen utsåg honom till "bäste radiounderhållare" 1942. Han blev amerikansk medborgare 1948. I USA vann han snabbt stor popularitet bland annat genom radiosändningar. Under 1950-talet uppträdde han i Las Vegas och hade inskrivet i kontraktet att han skulle ha högre gage än alla andra artister i staden. Med sin enmansshow slog han rekordet att som solist göra 849 konserter på samma scen på Broadway, där han debuterade 1953. År 1956 blev han av New York Times utsedd till "Världens roligaste man". 
Borge framträdde också som operadirigent; bland annat dirigerade han Trollflöjten med Cleveland Orchestra 1979 och på Det Kongelige Teater i Köpenhamn 1992.
Borge fortsatte att uppträda så länge han levde. Hans show var improviserad, men samma nummer återkom decennium efter decennium. Det var hans perfekta tajming som gjorde det roligt. Ofta hade han en operasångerska som gästartist, och hon fick finna sig i att, liksom publiken, förolämpas å det grövsta.
1957 köpte Borge det lilla slottet Frydenlund ett par mil norr om Köpenhamn att ha som reträttplats, men han sålde det redan 1960 på grund av för mycket turnerande.
Tillsammans med Robert Sherman skrev han böckerna My Favorite Intermissions (1971) och My Favorite Comedies in Music (1981). Kort före sin död utgav han dessutom biografin Smilet er den korteste afstand ("Leendet är det kortaste avståndet"), tillsammans med Niels-Jørgen Kaiser. 

### Privatliv
Borge var gift två gånger. Hans första hustru var Elsie Chilton (1912–2004), och med henne fick han en son och en dotter. Med sin andra fru, Sanna Scraper (1917–2000), fick han en son och två döttrar.
Borge avled bara ett par timmar efter sin återkomst till USA från en konsert i Danmark. Han begravdes i två länder – hans aska blandades med hustrun Sannas (som avled tre månader före Borge) och delades i två urnor. Den ena gravsattes i Greenwich, Connecticut, och den andra på judiska begravningsplatsen i Köpenhamn.

## Utmärkelser
Asteroiden 5634 Victorborge är uppkallad efter honom.
- Riddare av första klass av Sankt Olavs orden,  1 juli 1972[1]
- Årets hedershantverkare,  1977[2]
- Vasaorden
- Kennedy Center Honors
- Finlands Vita Ros orden
- Isländska falkorden
- Kommendör av Dannebrogorden[3]

[Redigera Wikidata]